# Россия (женский футбольный клуб)
«Россия» — ранее существовавший российский женский футбольный клуб высшей лиги из Хотьково, Московская область. Основан в 1988 году на волне популяризации женского футбола в России в Загорске под названием «Звезда». После чемпионатов ВДФСОП (1989) и СССР (1990—1991) команда переехала из Загорска в Хотьково. В чемпионате России 1992 года играл в первой лиге под названием «Энергия». На высшем уровне в чемпионате России играл в 1993 и 1994 годах под названием «Россия».

## Достижения

### Титульные
Первая лига ВДФСОП
- 5-е место (группа В) — 1989

Первая лига СССР
- 5-е место (во Второй зоне) — 1990 и 1991

Первая лига
- 3-е место — 1992

Чемпионат России
- 12-е место — 1993 и 1994

Кубок России
- ⅛ финала — 1993

### Матчевые
самые крупные победы
- 4:3 над «Текстильщиком» и 1:0 над «СиМ-Россия» в Высшей лиге России в 1993 году,
- 4:0 над «Надеждой» (Воскресенск) в Кубке России в 1993 году

самые крупные поражения
- 1:13 от ЦСК ВВС в Высшей лиге России в 1993 году
- 0:6 от «Волжанки» в Кубке СССР в 1991 году
- 0:5 от «Спартака-Преображения» в Кубке России в 1992 году

## Статистика выступлений
без учёта мячей забитых в сериях послематчевых пенальти
с учётом технических результатов

| Сезон                              | Клуб                               | Чемпионат ВДФСОП                   | Чемпионат ВДФСОП                   | Чемпионат ВДФСОП                   | Чемпионат ВДФСОП | Чемпионат ВДФСОП | Чемпионат ВДФСОП | Чемпионат ВДФСОП | Чемпионат ВДФСОП | Чемпионат ВДФСОП | Чемпионат ВДФСОП | Чемпионат ВДФСОП | Кубок         | Источники   |
| Сезон                              | Клуб                               | Лига                               | Этап                               | Место                              | И                | В                | Н                | П                | МЗ               | МП               | РМ               | О                | Кубок         | Источники   |
| ---------------------------------- | ---------------------------------- | ---------------------------------- | ---------------------------------- | ---------------------------------- | ---------------- | ---------------- | ---------------- | ---------------- | ---------------- | ---------------- | ---------------- | ---------------- | ------------- | ----------- |
| 1989                               | Звезда (Загорск)                   | Первая лига                        | Группа В                           | 5 из 6                             | 30               | 6                | 9                | 15               | 24               | 45               | -21              | 21               | не проводился | [ 1 ]       |
|                                    |                                    | Чемпионат СССР                     |                                    |                                    |                  |                  |                  |                  |                  |                  |                  |                  |               |             |
| 1990                               | Звезда (Загорск)                   | Первая лига                        | Вторая зона                        | 5 из 12                            | 22               | 13               | 2                | 7                | 36               | 29               | +7               | 28               | не проводился | [ 1 ] [ 2 ] |
| 1991                               | Звезда (Загорск)                   | Первая лига                        | Вторая зона                        | 5 из 8                             | 14               | 5                | 4                | 5                | 20               | 24               | -4               | 14               | 2ОТ           | [ 1 ] [ 3 ] |
|                                    |                                    | Чемпионат России                   |                                    |                                    |                  |                  |                  |                  |                  |                  |                  |                  |               |             |
| 1992                               | Энергия (Хотьково)                 | Первая лига                        | —                                  | 3 из 13                            | 24               | 14               | 3                | 7                | 32               | 25               | +7               | 31               | 1/16 финала   | [ 1 ] [ 4 ] |
| 1993                               | Россия (Хотьково)                  | Высшая лига                        | —                                  | 12 из 12                           | 22               | 2                | 1                | 19               | 12               | 99               | -87              | 5                | ⅛ финала      | [ 1 ] [ 5 ] |
| 1994                               | Россия (Хотьково)                  | Высшая лига                        | —                                  | 12 из 12                           | 22               | 0                | 1                | 21               | 4                | 78               | -74              | 0                | 3ОТ           | [ 6 ]       |
| Итого Первая лига ВДФСОП (1 сезон) | Итого Первая лига ВДФСОП (1 сезон) | Итого Первая лига ВДФСОП (1 сезон) | Итого Первая лига ВДФСОП (1 сезон) | Итого Первая лига ВДФСОП (1 сезон) | 30               | 6                | 9                | 15               | 24               | 45               | -21              |                  |               |             |
| Итого Первая лига СССР (2 сезона)  | Итого Первая лига СССР (2 сезона)  | Итого Первая лига СССР (2 сезона)  | Итого Первая лига СССР (2 сезона)  | Итого Первая лига СССР (2 сезона)  | 36               | 18               | 6                | 12               | 56               | 53               | +3               |                  |               |             |
| Итого Первая лига (1 сезон)        | Итого Первая лига (1 сезон)        | Итого Первая лига (1 сезон)        | Итого Первая лига (1 сезон)        | Итого Первая лига (1 сезон)        | 24               | 14               | 3                | 7                | 32               | 25               | +7               |                  |               |             |
| Итого Высшая лига (2 сезона)       | Итого Высшая лига (2 сезона)       | Итого Высшая лига (2 сезона)       | Итого Высшая лига (2 сезона)       | Итого Высшая лига (2 сезона)       | 44               | 2                | 2                | 40               | 16               | 177              | -161             |                  |               |             |
| Всего                              | Всего                              | Всего                              | Всего                              | Всего                              | 134              | 40               | 20               | 74               | 128              | 300              | -172             |                  |               |             |

1. 1 2 3 4 5 6  в сезонах 1989—1994 очки начислялись таким образом: 2 очка за победу, 1 за ничью и 0 за поражение
2. ↑  после сезона 1994 «Россия» должна была перейти в Первую лигу 1995, но в связи с финансовыми трудностями прекратила существование в межсезонье
3. ↑  в сезоне 1994 с «России» были сняты 11 очков за неявку на матчи дважды с «Сибирячкой» и по разу с ЦСК ВВС, «Энергией», «Калужанкой», «Чертаново-СКИФ», «Ладой», «Волжанкой», «СиМ», «Авророй», «МИСИ-Бина», но без перехода очков в отрицательные значения

### Кубок СССР/России
без учёта мячей забитых в сериях послематчевых пенальти
без учёта технических результатов

| Сезон                           | Кубок СССР   | Кубок СССР | Кубок СССР | Кубок СССР | Кубок СССР | Кубок СССР | Кубок СССР | Кубок СССР  |
| Сезон                           | И            | В          | Н          | П          | МЗ         | МП         | РМ         | Итог        |
| ------------------------------- | ------------ | ---------- | ---------- | ---------- | ---------- | ---------- | ---------- | ----------- |
| 1991                            | 3            | 0          | 1          | 2          | 4          | 13         | -9         | 2ОТ         |
|                                 | Кубок России |            |            |            |            |            |            |             |
| 1992                            | 1            | 0          | 0          | 1          | 0          | 5          | -5         | 1/16 финала |
| 1993                            | 2            | 1          | 0          | 1          | 5          | 4          | +1         | ⅛ финала    |
| 1994                            | 1            | 0          | 0          | 1          | 1          | 5          | -4         | 3ОТ         |
| Всего в Кубке России (3 сезона) | 4            | 1          | 0          | 3          | 6          | 14         | -8         |             |

1. ↑  в кубке СССР 1991 неизвестны результаты первого отборочного тура

## Известные игроки
Лебеденко, Елена Владимировна — игрок сборной России по футболу. С 1995 года российская легкоатлетка, специализировавшаяся в многоборье и тройном прыжке. Чемпионка Европы в помещении 1996 года. Участница Олимпиады 1996 года. Чемпионка России в помещении (1996, 1998).

## Значимые матчи
С 25 по 28.06.1993 в Хотьково прошел международный турнир с участием сборных России и Греции, украинского клуба «Легенда» (Чернигов) и хозяек — «России».
| 26.06.1993 Товарищеский турнир в Хотьково | Россия | 1:1 | «Россия» (Хотьково) | Хотьково                        |
|                                           |        |     |                     | Стадион: Энергия Зрителей: 1000 |